# Sugarasúszójú halak
A sugarasúszójú halak (Actinopterygii) a gerinchúrosok törzsébe, azon belül a gerincesek altörzsébe tartozó osztály. Az ide tartozó élőlényeket a régebbi rendszertanok által osztályként kezelt halak alá sorolták, mára önálló osztály.

## Anatómiájuk és fiziológiájuk

### Kültakaró és vázrendszer
Bőrük felszínét többrétegű, el nem szarusodó laphám borítja. Az alatta lévő irharétegből nőnek ki a pikkelyek. Koponyájukat úgynevezett bőrcsontok fedik.
Belső vázuk legalább részben csontos. Amphicoel csigolyáik testéhez lengőbordák csatlakoznak. Vázizomzatuk szelvényezett. Végtagjaik tulajdonképpen álvégtagok. Az úszók nem egyebek, mint úszósugárrá módosult, meghosszabbodott pikkelyekből álló és hártyával összekötött lemezek sora. Az úszók hossza, tagoltsága, alakja faji bélyeg. Az ősi fajok farokúszója heterocerk, a fejlettebbekké homocerk.
Az ősibb porcos vérteshalak (Chondrostei) és csontos vérteshalak (Holostei) farokúszója heterocerk, testüket ganoid pikkelyek borítják – ilyen például a viza és a kecsege. Ezeknél lényegesen több a tovább fejlődött forma: a valódi csontoshalak (Teleostei) farokúszója homocerk, pikkelyeik pedig cikloid vagy ktenoid típusúak – ilyen például az angolna, a ponty, a harcsa, a sügér és a guppi is.

### Úszók
A sugarasúszójú halak végtagjai tulajdonképpen álvégtagok. Náluk az uszonyok nem egyebek, mint úszósugárrá módosult, meghosszabbodott pikkelyekből álló és hártyával összekötött lemezek sora. A halak úszóinak többé-kevésbé fejlett támasztóvázuk van. A páratlan úszók úgynevezett úszótartókon nyugszanak, amelyek a csontos halakban mélyen benyúlnak a testbe és laza érintkezésben állnak a gerincoszlop tövisnyúlványaival, de nem kapcsolódnak össze a csontos vázzal. Ez a tulajdonság éles ellentétben áll az izmosúszójú halakkal (Sarcopterygii), náluk a páros úszók úszósugarai kétoldalt kapcsolódnak a belső csontos vázhoz (de nem a gerincoszlophoz).
A törzsön helyezkednek el a halak páros végtagjai, a mell- (pinnae thoracales) és hasúszók (pinnae abdominales). A mellúszó helyzete rögzített, mivel a koponyához csatlakozó mellső függesztőívhez rögzül, míg a hasúszó a hasoldalon (fajtól függően) szinte bárhol megtalálható. Egyes halfajokon a páros mellúszók fejlettek, ennek köszönhetően képesek a víz fölött kis távolságokra repülni. Például az afrikai lepkehal (Pantodon buchholzi), a dél-amerikai baltahasú pontylazacok közül a Gasteropelecus sternicla, vagy a repülőhalfélék (Exocoetidae). A törzs páratlan végtagjai a test mediansagittalis síkjában fekvő hát- (pinna dorsalis) és farokalatti úszók (pinna abdominalis). Az úszókat lágy vagy kemény úszósugarak tartják kifeszítve. A lágy sugarak lehetnek egyedülállóak, de lehetnek tagoltak, sokfelé elágazóak is. Az úszótövisek, illetve a kemény úszósugarak nem ágaznak el. A kemény úszósugarakhoz, főleg egyes tengeri halfajokon a tövisek olykor egy záróízülettel vannak ellátva, így izomerő nélkül is kifeszítve tarthatóak. Ugyanakkor ez a tüske sokszor társulhat az úszósugarakat borító köztakaróban lévő erős mérget termelő miriggyel. Ilyen felépítésű kemény úszósugarai vannak a bizarr formájú vörös tűzhalnak (Pterois volitans). Egyes halfajokon a hát- és farokúszó között még egy hártyaszerű lebeny, az úgynevezett zsírúszó (pinna adiposa) található.

### Táplálkozás, emésztés
Állkapcsukon ránőtt fogak ülnek. Nyálmirigyük nincs, nyelvük kevéssé fejlett. Bélcsatornájuk belső felszínét az ősibb fajoknál spirális redő növeli, a fejlettebbeknél a redők hosszantiak.

### Légzés
Légzésük során a vízben oldott oxigént kopoltyúikkal veszik fel. A kopoltyúívek közötti válaszfalak redukálódtak, a kopoltyúívek nem kapcsolódnak szorosan a kopoltyúkhoz. Az ősi formáknál még megfigyelhető a fecskendőnyílás. A kopoltyún kívül gyakran kisegítő légzőszerveik is vannak.

### Keringés és hőháztartás
Keringési rendszerük zárt, mint minden gerincesnek. Szívük egy pitvarból és egy kamrából áll. Nyirokkeringésük jól fejlett.
Hidegvérű élőlények, kivéve egyes gyorsan úszó halfajokat. Ilyen ritka kivételek például a kékúszójú tonhal, valamint a kardhalak, amelyek meleg vérű halak, azaz testük hőmérsékletét a környező víznél magasabb szinten (esetükben csak néhány Celsius-fokkal) képesek tartani. Erre csak néhány cápafaj, az emlősök és madarak képesek.

### Ozmoreguláció és kiválasztás
Többségük kiválasztószerve ősvese.

### Szabályozás
Tíz agyidegpárjuk van. Több speciális, belső elválasztású mirigyük van.

### Érzékelés
Jellegzetes szervük az oldalvonal. Csak belső fülük van, benne a hallás és az egyensúlyozás szervével. Szaglógödrük páros. Szemükben a lencse gömb alakú.

### Elektromos szervek
Olyan szervek, amelyekkel a halak elektromosságot tudnak fejleszteni és környezetükbe leadni. Többnyire harántcsíkolt izmokból, az elektromos harcsák esetében átalakult bőrmirigyekből fejlődtek ki. Az újvilági csupaszangolnafélék farkukon hordozzák e szerveket, akárcsak a csőrösszájú halfélék Mormyridae. A villamos szervek szerkezete többnyire vékony, egymás mellé vagy egymás után rendeződött lemezkék sora. Minden egyes lemezkét kötőszövetből, idegekből és véredényekből álló burok vesz körül. A gazdagon elágazó ideg mindig csak az egyik oldalról lép be a lemezbe, nyugalmi állapotban szinte semmi feszültség nincs a szervekben. Izgalmi állapotban a lemezek egyik oldala, amelybe az ideg is torkollik, negatív, a szemben fekvő pedig pozitív töltésűvé válik. Az összfeszültség a lemezkék számától és nagyságától függ. Például: az elektromos angolna Electrophorus electricus egyik telepe (Hunter-szerv) kb. 6000 lemezkét tartalmaz, a lemezek feszültsége izgalmi állapotban 800 volt fölé is emelkedhet. Viszonylag kicsi az elektromos harcsa (Malopterurus electricus) teljesítménye: 500 lemezkével mintegy 50 volt, kivételes esetben 100 volt feszültséget állít elő. A kisülés nagyon gyorsan, néhány ezredmásodperc alatt következik be.
Az elektromos angolna nem lát, szinte vak. A hal fején kis dudorok vannak (Sach-szerv), amelyek együttműködnek a test végén elhelyezkedő elektromos szervvel. A hal úszás közben gyenge áramimpulzusokat bocsát ki, amelyek a zsákmányállatokról visszaverődnek, és ezt a jelzést a fejen levő érzékelő dudorok felfogják. A kísérletek során az is megállapítható volt, hogy az elektromos angolna a fenti képességeit elveszti, ha a fején levő "vevőszerveit" elektromos szigetelőanyaggal lefedik.

## Diverzitás

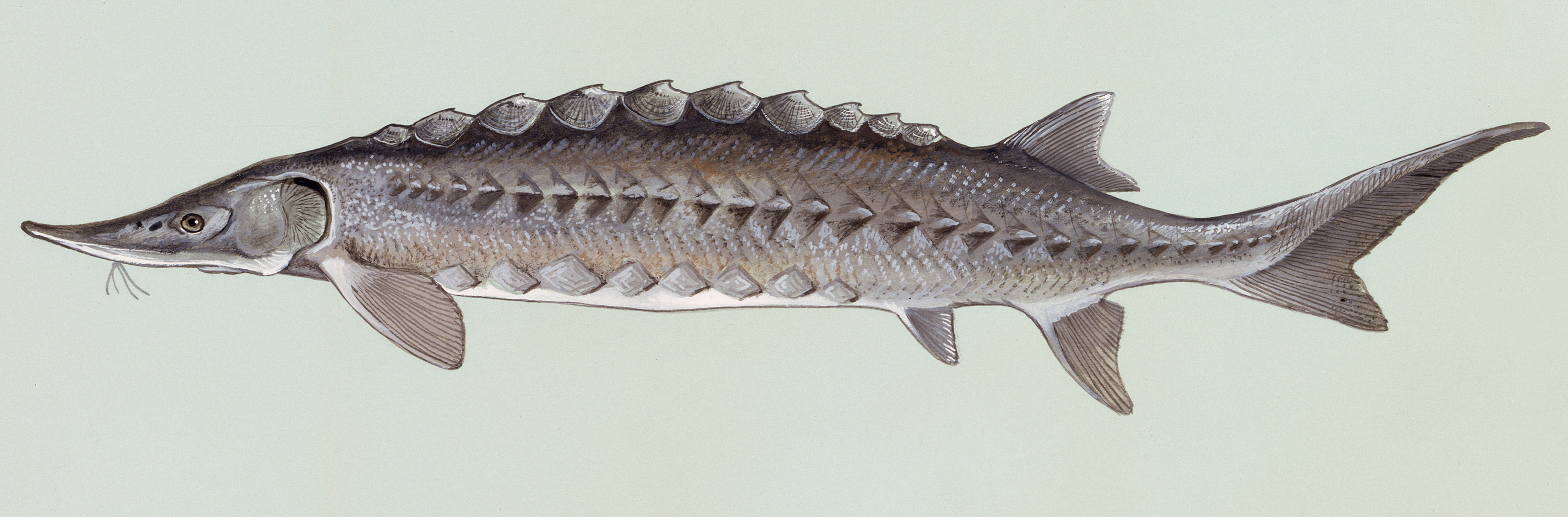
Acipenser oxyrhynchus

A gerincesek egyetlen más osztályában sem látott alakgazdagság következtében a sugarasúszójú halak közt a gömb formától a kígyó, illetve botsáskaszerűen megnyúlt, esetleg hosszú kocsányokon lógó szemű bizarr alakokig, a kétoldalt korong vékonyra lapított formától a hát-hasi irányban teljesen lelapult tányérformáig, a páncélos alakoktól a pikkelyruhába burkoltakon keresztül a teljesen csupaszokig, a csupaszáj alakoktól a kis szűk, résszerű szájnyílásúakig, a hatalmas teleszkópszeműektől a teljesen vak formákig, vagy a mélytengerek őrök sötétségében saját lámpással világító bizarr formákig, a tenger habjait a gyorsvonat sebességével hasító, vagy szárnyszerű hatalmas mellúszóikkal madarak módjára a levegőbe felemelkedő alakoktól, a más halakra rátapadva magukat tovahurcoltatókig minden alak és életmódbeli alkalmazkodás megtalálható. Természetesen ez a rövid jellemzés nem terjed ki olyan részletekre, mint pl. a koponyacsontok elhelyezkedése, összenövése, vagy átalakulása révén létrejött bonyolult helyzetek ismertetésére, valamint számos, csak a szakember számára látható jellemvonásokra épülő rendszerezésre. Ezt már csak azért sem lehet részletesen ismertetni, mert a halszerű gerinceseknek túlnyomó többségét adó valódi halak formaváltozatossága olyan nagyszámú, hogy ezt áttekinteni, és főleg összekötő tulajdonságaik alapján rendszerezni nemcsak a kívülálló érdeklődő, hanem bizonyos tekintetben még egy specialista sem tudja.

## Rendszerezés
A sugarasúszójú halak osztálya a következő alosztályokat, alosztályágakat, öregrendeket és rendeket foglalja magában:

### Cladistiaalosztálya
- sokúszóscsuka-alakúak (Polypteriformes) rendje

### Porcos vérteshalak(Chondrostei)alosztálya
- tokalakúak (Acipenseriformes) rendje

### Újúszójúak(Neopterygii)alosztálya
- csontos vérteshalak (Holostei)
  - kajmánhalalakúak (Lepisosteiformes vagy Semionotiformes)
  - iszaphalalakúak (Amiiformes)

- valódi csontoshalak (Teleostei)
  - Osteoglossomorpha
    - elefánthalak (Osteoglossiformes)
    - Hiodontiformes

  - Elopomorpha
    - gyíkfejűhal-alakúak (Elopiformes)
    - Albuliformes
    - angolnaalakúak (Anguilliformes)
    - pelikánangolna-alakúak (Saccopharyngiformes)

  - Clupeomorpha
    - heringalakúak (Clupeiformes)

  - Ostariophysi
    - Gonorynchiformes
    - pontyalakúak (Cypriniformes)
    - pontylazacalakúak (Characiformes)
    - elektromoskéshal-alakúak (Gymnotiformes)
    - harcsaalakúak (Siluriformes)

  - Protacanthopterygii
    - lazacalakúak (Salmoniformes)
    - Csukaalakúak (Esociformes)
    - bűzöslazac-alakúak (Osmeriformes)

  - Stenopterygii
    - Ateleopodiformes
    - nagyszájúhal-alakúak (Stomiiformes)

  - Cyclosquamata
    - Aulopiformes

  - Scopelomorpha
    - Myctophiformes

  - Lampridiomorpha
    - tündöklőhal-alakúak (Lampridiformes)

  - Polymyxiomorpha
    - Polymixiiformes

  - Paracanthopterygii
    - tőkehalalakúak (Gadiformes)
    - horgászhalalakúak (Lophiiformes)
    - kígyóhalalakúak (Ophidiiformes)
    - Percopsiformes

  - Acanthopterygii
    - Percomorpha